# Вплив німецької імперії на республіканську Чилі
Німецький народ, культура, наука та інституції мали великий вплив на Чилі. Після здобуття чилійською незалежності в 1818 році вплив Німеччини поступово збільшувався, коли імператорська Німеччина фактично витіснила Францію як головний зразок для наслідування для Чилі в другій половині 19 століття. Заселення етнічними німецькими поселенцями мало тривалий вплив на суспільство, економіку та географію Чилі загалом і Південного Чилі зокрема.
Інтенсивний німецький вплив на зламі століть викликало певну критику, і як приклад можна вказати Едуардо де ла Барру, який нещадно висловив свою думку щодо «німецького очарування». Ця критика спричинила те, що де ла Барра був охрестив критиками як «романізатор». Вплив досяг піку в десятиліття перед Першою світовою війною, і престиж Німеччини та німецьких речей в Чилі залишався високим після війни, але не повністю відновився до попереднього рівня до війни.
Чилійська армія та Педагогічний інститут були суттєво піддані німецькому впливу.

## Наука і освіта

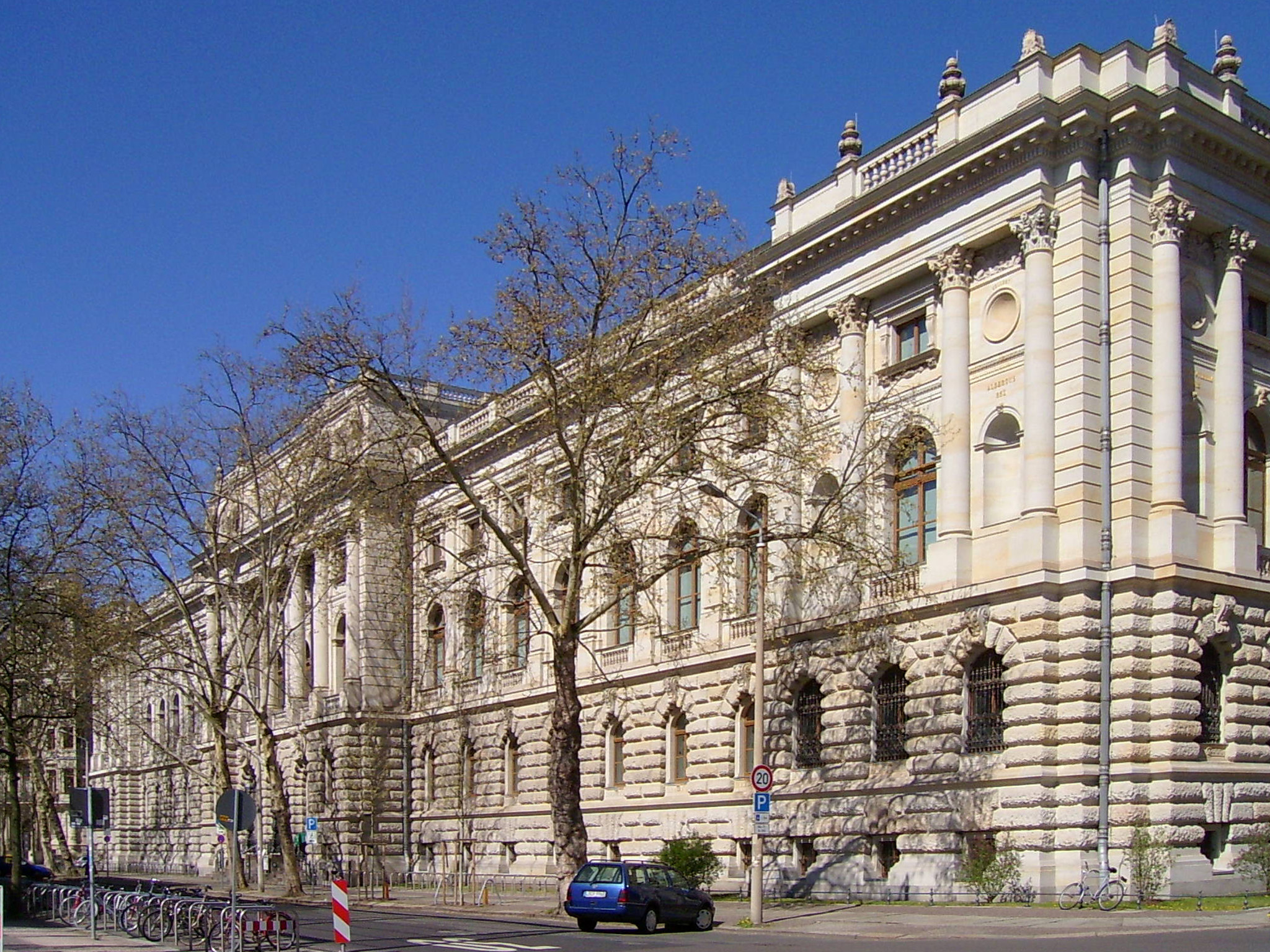
Університет Лейпцига був першим, хто створив експериментальну лабораторію психології та надихнув професорів Манна та Шнайдера створити перше порівняння університету в Чилі під керівництвом самого Вільгельма Вундта.

У XIX столітті у науковій спільноті Чилі була значна кількість німецьких емігрантів, і німці стали другою за чисельністю групою іноземних інженерів після британців. Німецькі вчені відіграли вагому роль у Національному музеї природної історії та Національній астрономічній обсерваторії, крім того, існувало місцеве наукове товариство, що складалося виключно з німців, відоме як Sociedad Sientífica Alemana de Santiago. У 1883 році Чилі направило делегацію для вивчення освітньої системи Пруссії з метою покращення наукової освіти в країні та, зрештою, зменшення католицького впливу на систему освіти, оскільки він сприймався як перешкода для наукової освіти. Кульмінацією цих зусиль стало створення Педагогічного інституту Сантьяго в 1899 році.

## Військове наслідування імперської Німеччини (1885—1914)

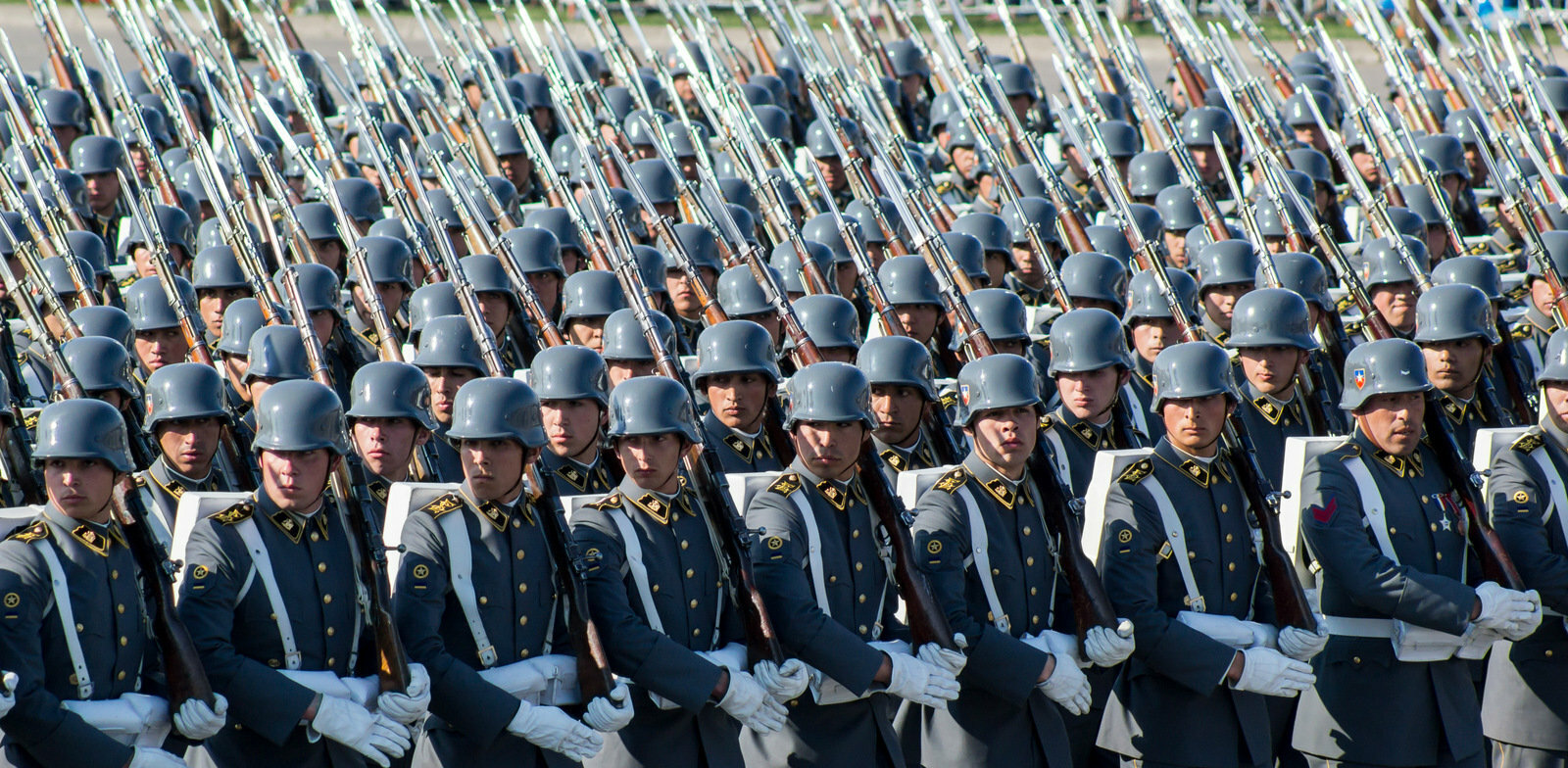
Унтер-офіцерів під час 19 вересня 2014 року

Під час Тихоокеанської війни, багато вищих офіцерів здобули цінну інформацію щодо стану армії та прийшли до висновку, що необхідна реформа в армії. Офіцери, такі як Еміліо Сотомайор і Патрісіо Лінч, звернулися до президента Санта-Марії з пропозицією про створення якісних військових навчальних закладів та технічних факультетів. Вони підкреслили втрати, матеріальні збитки та недоліки в організаційному плануванні та підготовці офіцерів.
Крім того, існувала серйозна загроза війни з Аргентиною, що також стимулювала реформи. Щоб підготуватися до можливої війни, активно впроваджувалася імітація військової технології, організації та стратегічних доктрин інших країн. Цей процес емуляції отримав підтримку від широкого союзу цивільних і військових лідерів.
У 1858 році Чилі вивело французьку військову навчальну місію. Зусилля чилійської місії в Берліні в 1881 році спрямовувалися на пошук військової навчальної місії під час Тихоокеанської війни в 1881 році. Проте широкомасштабне впровадження прусських армійних методів розпочалося вже у 1886 році за участю капітана Еміля Кернера, випускника відомої Крігсакадемії у Берліні. Крім того, 36 прусських офіцерів було призначено для навчання офіцерів-кадетів в Чилійській військовій академії. Навчання складалося з трьох етапів: перший етап проходив з 1885 по 1891 рік під час президентства Домінго Санта-Марії, другий наступив після громадянської війни, а третім етапом була реорганізація у 1906 році.
Емуляція відображалася у багатьох аспектах військової справи, таких як озброєння, призов на військову службу, процес вербування та навчання офіцерів, організація генерального штабу і формування військової доктрини, яку прийнято в 1906 році. Крім того, цей вплив поширювався на військовий матеріально-технічний і медичний облік, кар'єрне просування, пенсійні правила, регулювання заробітної плати, навіть на уніформу (яка була введена в 1904 році), стиль маршу, шоломи, військові паради і музичні традиції.
Щодо озброєння, до 1883 року в армії використовувалися різні моделі гвинтівок, головним чином французького та бельгійського походження. Проте з 1892 по 1902 роки відбулися інтенсивні змагання між Чилі та Аргентиною щодо озброєнь, яке досягло свого піку у вигляді масового придбання військової техніки Чилі. У 1893 році було закуплено 100 000 гвинтівок Маузер та нову артилерію Круппа за 3 000 000 німецьких марок, а у 1895 році ще 2 000 000 німецьких марок витрачено на озброєння. У 1898 році було витрачено 15 000 000 німецьких марок для придбання зброї. Також були створені заводи для виробництва боєприпасів і вогнепальної зброї.
Щодо військової повинності, як і у багатьох інших арміях Південної Америки, в Чилі існувала невелика постійна армія офіцерів і солдатів, які служили на довготривалій основі. Проте в 1900 році Чилі стало першою латиноамериканською країною, яка впровадила систему обов'язкової військової служби. Згідно з цією системою, навчання тривало спочатку від п'яти до вісімнадцяти місяців (у порівнянні з трьома роками в Німеччині) і проводилося в рамках дивізійної організації з метою створення міцної військової структури. Це дозволяло легко мобілізувати добре підготовлені та боєздатні резервні сили, які можна було б швидко мобілізувати.
У сфері освіти та підготовки офіцерів розпочалася німецька місія, яка була спрямована практично виключно на створення та впровадження стандартизованої, технічно орієнтованої військової освіти. Ця освіта базувалася на принципах німецької військової системи Мольтке та включала безперервне навчання з артилерії, піхоти, картографії, історії, топографії, логістики, тактики та інших аспектів, що допомагали створити сучасне, професійне та технічно підготовлений офіцерський корпус. У 1886 році була заснована «Academia de Guerra» (Військова академія) з метою підвищення технічного та наукового рівня армійських офіцерів, щоб вони могли використовувати переваги нових методів бою та зброї у випадку війни. Найкращі випускники отримували можливість служити в Генеральному штабі. До середини 1890-х років, під керівництвом Кьорнера, були організовані курси для підготовки унтер-офіцерів (Escuela de Suboficiales y Clases).
Під час громадянської війни в Чилі 1891 року, Кернер був звільнений зі служби і змінений на посаді головнокомандуючого Хосе Мануель Бальмаседа. Він приєднався до сил Конгресу в Ікіке, де відігравав ключову роль у формуванні нової армії. Хоча фактично головнокомандувачем був Естаніслао дель Канто, Кернер керував повстанськими силами під час основних битв громадянської війни.
Важливою частиною військової інфраструктури став Генеральний штаб під час війни на Тихому океані. У 1893-94 роках, Кернер виявив потребу в постійній інституції, яка замінила б застарілого «Генерального інспектора дель Ейерсіто», і мала б контролювати військові справи в мирний і воєнний періоди. Генеральний штаб був поділений на чотири розділи: Навчання та дисципліна, Військові школи, Наукові дослідження (стратегічне та оперативне планування) та Адміністрація.

## Мовний вплив
Вплив німецької імміграції на південь Чилі був настільки значущим, що місто Вальдівія на деякий час стало іспано-німецьким двомовним містом з вивісками та плакатами, які використовували обидві мови. Престиж німецької мови сприяв її підвищенню до ролі суперстрату на півдні Чилі. Прикладом тимчасового зниження використання іспанської мови є торгівля родини Маннів у другій половині 19 століття. Служниці сім'ї Маннів спілкувалися зі своїми покровителями німецькою, в той час, як з їхніми клієнтами мапуче використовували мапудунгун.
Слова та назви рослин та предметів в Південному Чилі відрізняються від тих, що використовуються в інших регіонах країни. Наприклад, слово «ожина» тут зазвичай вимовляється як «мурра» замість звичайного іспанського слова "mora, " і використання сполучення літер «rr» є адаптацією до гортанних звуків, які характерні для німецької мови, хоча їх важко вимовити в іспанській мові.
Також інші слова відрізняються в цьому регіоні. Наприклад, назва «мармур» в Південному Чилі відрізняється від тих, які використовуються в інших районах країни. Від Вальдівії до регіону Айсен ця гра називається "bochas, " на відміну від слова "bolitas, " яке використовується в більш північних регіонах Чилі. Ймовірно, слово «боча» походить від німецького «bocciaspiel.» Це ще один приклад впливу німецької культури та мови на лексикон Південного Чилі.

### Цитовані
- Resende-Santos, João (2007). Neorealism, states, and the modern mass army. New York: Cambridge University Press. ISBN 978-0-521-86948-5.